# Towarzystwo Obrony Przeciwgazowej
Towarzystwo Obrony Przeciwgazowej (TOP) – stowarzyszenie działające w latach 1924–1928, powstałe na bazie istniejącego od 1922 roku Obywatelskiego Komitetu Obrony Przeciwgazowej (OKOP).
Statut TOP zatwierdzono 25 stycznia 1925 roku.
Władze naczelne TOP dzieliły się:
- Walne Zgromadzenie,
- Rada Główna (18 osób – prezesi oddziałów wojewódzkich),
- Zarząd Główny (8 osób – prezes, sekretarz, skarbnik, 5 członków).

Na siedzibę ZG TOP wynajęto pomieszczenia Instytutu Badawczego Broni Chemicznej w Warszawie.

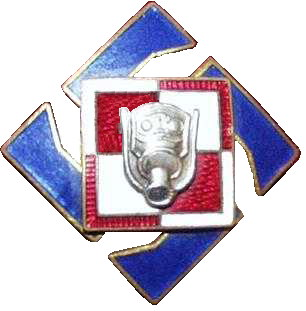
Odznaka organizacyjna LOPP 1928–1939, wym. odzn. 20×20 mm

Członkowie stowarzyszenia dzielili się:
- założycieli,
- rzeczywistych (wpisowe 1 zł, składka roczna 6 zł),
- dożywotnich (wpłata jednorazowa 500 zł),
- honorowych.

Podczas Walnego Zgromadzenia TOP 27 lipca 1927 roku podjęto uchwałę w sprawie połączenia TOP i Ligi Obrony Powietrznej Państwa (LOPP). Powołano komisję w składzie: dr Zenon Martynowicz, gen. Eugeniusz Henning de Michaelis i Karol Schmid, której zadaniem było nawiązanie rozmów w celu połączenia obu organizacji.
Prezesem Rady Głównej był rektor Leon Marchlewski, wiceprezesem gen. Eugeniusz Henning de Michaelis, sekretarzem inż. Eugeniusz Berger, członkami płk Janusz Gąsiorowski, gen. Erazm Grotowski, gen. Jan Jacyna, płk Adolf Małyszko, dr Zenon Martynowicz, inż. Jan Kloczkowski, prof. Antoni Ponikowski, prof. Ignacy Radziszewski, ppłk inż. Zygmunt Wojnicz-Sianożęcki, prof. Wojciech Świętosławski, marszałek Sejmu RP Maciej Rataj, marszałek Senatu RP Wojciech Trąmpczyński, inż. Jan Zagleniczny i ppłk dr Bogdan Zakliński, natomiast w zarządzie głównym zasiedli prezes inż. Jan Zagleniczny, wiceprezes dr Zenon Martynowicz, sekretarz płk Janusz Gąsiorowski, zastępca sekretarza ppłk dr Bogdan Zakliński, skarbnik inż. Eugeniusz Berger, zastępca skarbnika ppłk inż. Zygmunt Wojnicz-Sianożęcki oraz członkowie prof. Wojciech Świętosławski, wojewoda Władysław Sołtan, inż. Jan Kloczkowski (działacz z Łodzi); w składzie komisji rewizyjnej byli Bogusław Herse, Czesław Lisowski i inż. Jan Pękosław.
10 lutego 1928 roku w Warszawie w myśl uchwał obu zgromadzeń nastąpiło połączenie ZG TOP i ZG LOPP. Organizacja, która powstała w ten sposób, przyjęła nazwę Ligi Obrony Powietrznej i Przeciwgazowej.

## Przekształcenia
Obywatelski Komitet Obrony Przeciwgazowej (1922–1924) → Towarzystwo Obrony Przeciwgazowej (1924–1928) → Liga Obrony Powietrznej i Przeciwgazowej (1928–1939)